# Continuità separata
In analisi matematica una funzione di più variabili reali si dice continua separatamente rispetto ad una delle sue variabili in un punto se essa è continua vista come sola funzione della variabile in gioco (cioè considerando le altre costanti).
Formalmente la funzione {\displaystyle f(x_{1},x_{2},\ldots ,x_{n})} di {\displaystyle n} variabili reali a valori reali è continua separatamente nel punto {\displaystyle {\bar {x}}=({\bar {x_{1}}},\ldots ,{\bar {x_{n}}})} rispetto alla variabile {\displaystyle x_{i}} se la funzione di una variabile reale
{\displaystyle x_{i}\mapsto g(x_{i})=f({\bar {x_{1}}},{\bar {x_{2}}},\ldots ,x_{i},{\overline {x_{i+1}}},\ldots ,{\bar {x_{n}}})}
è continua in {\displaystyle {\bar {x_{i}}}}. Notare che nell'argomento della funzione {\displaystyle f}, agli indici {\displaystyle j} ≠ {\displaystyle i} compaiono le quantità {\displaystyle {\bar {x_{j}}}}, che sono delle costanti, in quanto coordinate del punto {\displaystyle {\bar {x}}}.
La continuità separata è una condizione più debole della continuità usuale formulata secondo intorni, detta qua per distinguere "continuità globale". Una funzione continua globalmente è invece continua separatamente rispetto tutte le variabili. A titolo di esempio:
{\displaystyle f(x,y)={\begin{cases}1&xy\neq 0\\0&xy=0\end{cases}}}
è continua separatamente nell'origine {\displaystyle (0,0)} rispetto ad entrambe le variabili, poiché entrambe le funzioni {\displaystyle f(0,\cdot )} e {\displaystyle f(\cdot ,0)} sono costanti a 0, ma non è continua globalmente nel punto.
La continuità separata rispetto ad una variabile è una condizione che è implicata dalla derivabilità parziale della funzione rispetto a quella variabile, in quanto si ricade nell'implicazione esistente tra funzioni di una sola variabile. La derivabilità totale di una funzione implica quindi la continuità separata rispetto ogni variabile, mentre non implica la continuità, che invece è data dalla differenziabilità.